# Discophlebia catocalina
Discophlebia catocalina là một loài bướm đêm thuộc họ Oenosandridae. Loài này có ở south-east quarter of Úc.
Sải cánh dài khoảng 50 mm.
Ấu trùng ăn Eucalyptus species.

## Hình ảnh

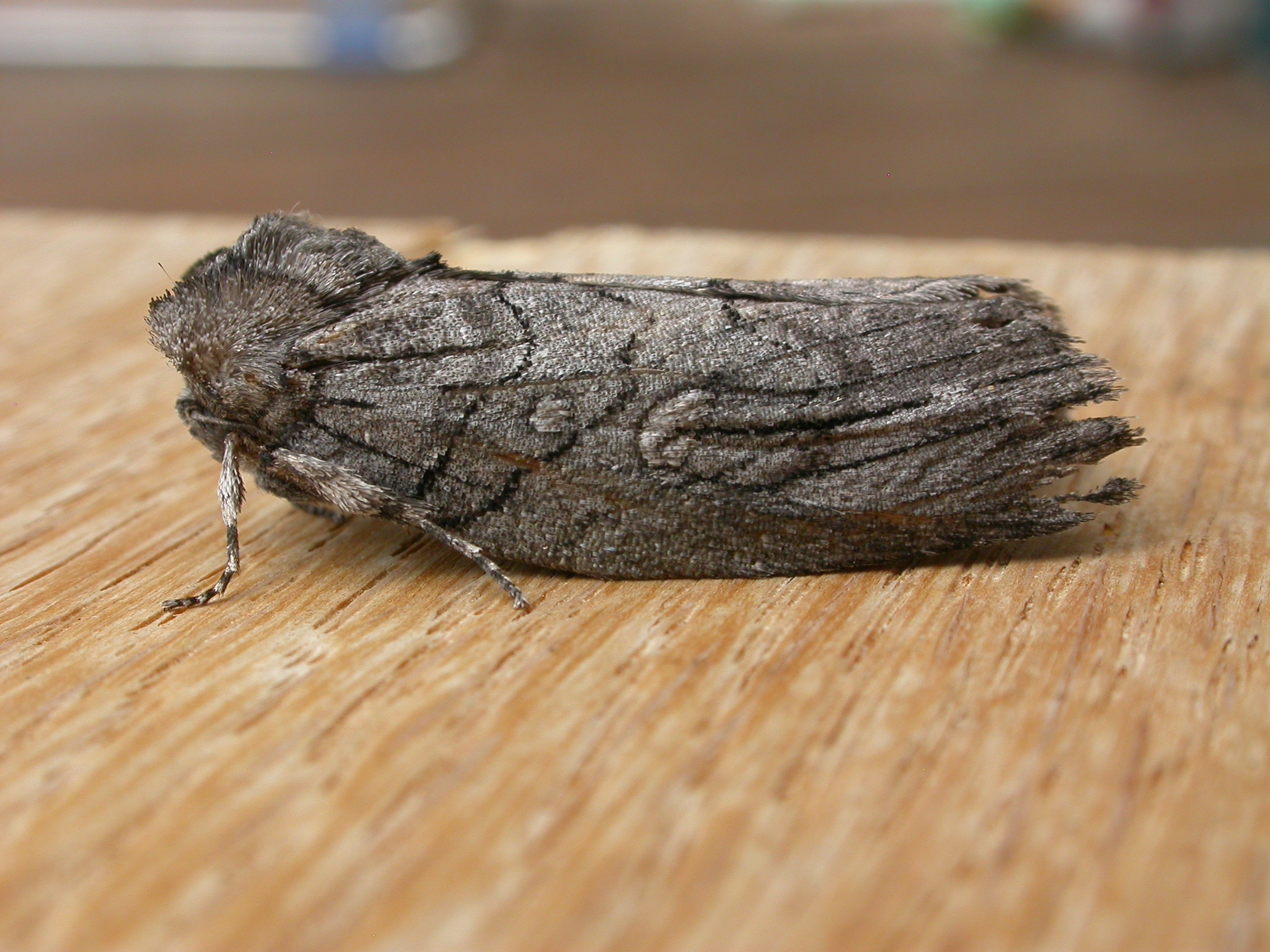